# Transcendence, Foro Interreligioso Internacional
Transcendence, Foro Interreligioso Internacional (FIIT) és una associació interreligiosa integrada per religiosos de diferents religions presents a Espanya. Creada per tal de fomentar l'acostament entre representants de les diferents tradicions religioses. Fundada el 17 d'abril de 2018 amb seu a la Facultat de Teologia Sant Vicent Ferrer de València i presidida per Vicente Collado Bertoméu. És una entitat impulsada per la delegació diocesana de Relacions Interconfessionals de l'Arquebisbat de València.
Té per missió interpretar les diverses cosmovisions espirituals dels seus membres des de la visió que són expressions d'una mateixa realitat espiritual. I ser un exemple de fraternitat, solidaritat i espiritualitat.
El 25 de novembre va organitzar la jornada a Madrid del 8è Trobada del Elijah Board of World Religious Leaders promoguda per l'Institut Elijah Interfaith Institute on van ser rebuts pel Cardenal Carles Osoro.
Els seus membres fundadors són:
- Vicente Collado Bertoméu, sacerdot catòlic. Actualment presideix la Delegació Diocesana de Relacions Interconfessionals i Diàleg Interreligiós de València.
- Swami Rameshwarananda Giri Maharaj (Félix Balboa), monjo renunciant (sannyasi) Advaita Vedanta.
- Xeikh Mansur Mota (Vicente Manuel Mota), imam del Centre Cultural Islàmic de València. És president de l'associació Nuevos musulmanes españoles.
- Isaac Sananes Haserfaty, és president de la Comunitat Israelita de València.
- Venerable Tenzin Choky (Paloma Alba), monja budista ordenada per Sa Santedat el Dalai Lama a Dharamsala.
- Ricardo García García, vicerector general i de planificació estratègica de la Universitat Catòlica de València Sant Vicent Màrtir.
- Juan Maria Tellería Larrañaga, llicenciat en Filologia Clàssica, especialitat en llengua grega, i en Filologia Hispànica.
- Cristino Enrique Robles Perea, representant de l'Església Evangèlica Luterana llicenciat en Teologia Dogmàtica.
- Sergey Prosandeev, sacerdot de l'Església Ortodoxa Russa, és rector de la parròquia de Sant Jorge a València.
- Krishna Kripa Dasa (Joan Carles Ramchandani), purohit (sacerdot hindú). És president de la Federacion Hindú d'Espanya i vicepresident del Fòrum Hindú d'Europa.